# Idiostrangalia bilongevittata
Idiostrangalia bilongevittata là một loài bọ cánh cứng trong họ Cerambycidae.